# Четирци
 Тази статия е за селото в България.  За селото в Северна Македония вижте Четирце.  
Четирци е село в Западна България. То се намира в община Невестино, област Кюстендил.

## География
Село Четирци е разположено в югозападната част на котловината на река Елешница и е на километър и половина от устието  и с река Струма. Най-голямата височина в землището се намира в местността Корилово, връх Белото камене с височина 683 метра, а средната надморска височина  на селото измерена близо до река Елешница е 525 метра. 
Селото се намира на кръстопътя, водещ от Кюстендил за Благоевград и за Северна Македония (предстои изграждане на ГКПП Невестино — Царево село). Една част от земите на селото се простира по течението на река Струма. Друга по притока ѝ Елешница. Разстоянието до село Невестино е 3 km.

## История
Името на село Четирци се среща в турски регистър от 1576 г. като Четирче. Съществуват две предания за името на селото. Първото е, че то е приело личното име Четир (Четирко), а второто допълва в известен смисъл първото, но изглежда по-правоподобно, защото разказва, че четири били първите му заселници, които дошли тук от някогашното село при Кадин мост, след нашествие на албанци.
Четирци е от дясната страна по течението на река Елешница но през 1911 година няколко семейства построяват къщи и от лявата страна. Преди 1930 година част от селото са и махалите Кадин мост и Ямен,  но през тази година махалата Кадин мост е обявена за център на община заради удобното местоположение и забележителния мост до която се намира. Общината я наричат Кадин мост а в нея  влизат 5 села - Четирци, Невестино, Еремия, Лиляч и Друмохар с общо 5292 жители. По-късно, след 1956 година при създаването на Трудово Кооперативния Земеделски Съюз се присъединяват селата Раково, Ваксево, Рашка Гращица и образуват селищна система Невестино. 
Местността Прекопаник, която е изкопана, за да се прокара шосето за Благоевград, се намира преди да се влезе в селото от посока Невестино, а тъй като пръстта ѝ е чиста от камъчета, е била добра за направата на тухли и керемиди. След 1950 година пръстта е използвана за източник на материал за тухларо-керамичната фабрика в село Багренци. След като се премине селото в посока село Друмохар, имало също пресевна, която е източник за пясък и чакъл и причинява огромен трафик от самосвали, които извозват материала.
Така наречената Невестинска вода се намира в землището на село Четирци. Мястото, където извира водата, се нарича от местните жители Топлико или също Жешката вода. Жешката вода се използва от жителите на селото да киснат лен, от който извличат коноп. В началото на 20-и век са правени разкопки в местността на водата и са намерени зидове, от които се съди, че водите на тези извори са използвани за бани. В същата местност съществуват могили, които се предполага, че са от тракийско време, но тези могили стават жертва на иманяри след падането на комунистическия строй. За щастие вещите от могилите са спасени от държавата. Изворите в местността Жешката вода са четири, установени със сондаж. Сондажът показва, че водата извира на 437 метра с температура 24 градуса. По-късно тези извори са каптирани от две фирми – Невестино АД и ТПК Стримон-3, под името Пауталия, а по-късно Невестино. Дълги години водата се използва за пиене, но впоследствие качеството и за пиене е под въпрос и се спира бутилирането ѝ. 
Хората, които живеят в бившата махала Кадин мост, която сега е част от село Невестино и хората от Четирци са много тясно свързани, тъй като къщите от страната на Кадин мост в посока Четирци са построени върху земи на хора с корени в Четирци, които са се преместили да живеят там през втората половина на 20-и век, като построяват нови къщи върху земите си и така село Невестино се разпростира върху земите на село Четирци. 
През годините на социализма землището на селото е засадено с овощни градини от ябълки, круши и череши, както и зеленчукови градини и тютюн. Много от продукцията на градините се обработва във фабриката за обработка на плодове близо до Жешката вода. В селото също има гурбетчии, които отглеждат тютюн и живеят в постройки близо до селскостопанския двор, направени с тази цел. Местността Гьоло, която се намира от лявата страна на пътя от Невестино за Четирци, се засажда с царевица и се полива с модерна напоителна система, която черпи вода от река Струма. Местността се наводнява често при прииждането на река Струма, заради което носи и името си Гьоло. 
По времето на социализма селото също има напоителна система, която се захранва от помпа, построена в близост на сегашното гробище. Част от водата от река Елешница е отбита към помпата и е изпомпвана над местността Камико и тече над цялото село. Хората от селото напояват както собствените частни насаждения, така и тютюна и зеленчуковите градини. Помпата е поддържана  и управлявана от местния Христо Стойов, които произлиза от фамилията Дичови. Христо и неговата съпруга Венка, която произлиза от фамилията Комански, поддържат землището на помпата и го правят да изглежда като райски кът, с овошки, зеленчукови градини, цветя, и беседка в средата. След разпадането на комунизма помпата и нейните съоръжения са разграбени и открадени, а част от сградата все още стърчи като паметник, напомнящ за миналата ѝ красота. 
Като част от селскостопанския двор в селото също има 3 обора, в които се отглеждат крави. Единият от оборите отглежда млади крави, които са първотелки юници, а вторият обор крави, които са родили поне по едно теле. Ежедневно от кравите в двата обора се надояват стотици литри мляко и идва цистерна, която превозва млякото в Млекокопа в Кюстендил. Третият обор приютява коне и волове, които се използват за превоз на реколтата в кооперативния съюз. Оборите са ограбени и разрушени след разпадането на комунизма.
До края на 70-те и началото на 80-те години важните новини се обявяват чрез биене на барабан. Тази длъжност се изпълнява от определен човек, който бие барабана на кръстопътните улици в селото. Хората прииждат до кръстовището и човека съобщава новините, които са основно във връзка с живота на селото, като например кога ще идва камион от фирмата Родопа, която изкупува животни, или кога ще се пръскат овощните градини с препарати. Някъде през тези години барабанът е заместен от радиоточката - радио, което хваща само една радиостанция, и по нея кметът на селото започва да обявява основни събития, изискващи вниманието на селяните. През 80-те години на 20-и век в селото се прокарват  и телефони. За целта основните трасета за полагането на телефонните кабели са изкопани от Христо Биков, който оперира багер към Мелиорацията в Невестино. Останалата часто от трасетата селяните копаят за кабелите собственоръчно. 
Четирци има собствено училище построено в началото на 20-тия век в което има и огромна зала за сбирки която също се превръща в кино салон веднъж седмично и се прожектират филми. Училището е затворено през 70-те години на същия век поради намалелия брой ученици.  Децата от селото както и децата от другите села в общината са принудени да ходят на училище в село Невестино тъй като всички средства са съсредоточени там. Общината купува автобус който минава по всички села рано сутрин и закарва децата в училището в Невестино. Децата наричат Автобуса с галеното име Лазо, и той се управлява от един от жителите на село Невестино, които децата наричат чичо Коле. Децата, родени през 1969 година, са последната многобройна група деца, които отиват в Невестино на училище. След тях има още 2-3 деца, но те са от различни години и класове.  
Преди построяването на училището кметството на селото се е намирало в една от къщите близо до Чешмата в селото. Тази къща е съборена през 2022 година, а кметството сега се намира в бившето училище. 
Селото също има и библиотека непосредствено до чешмата на Ридо. Библиотеката се оперира от Йордан Кордов, който притежава артистичен талант и е също културен деец в общината в Невестино. 
Четирци има и медицински пункт, който се намира в училището, но в началото на 21-ви век пунктът загубва постоянното си медицинско присъствие и селото се обслужва от медицинския пункт в Невестино. 
В началото на 20-и век в селото има дюкян, собственост на Стойо Дичов. Стойо построява нова къща на един от синовете си Христо Дичов, която е на мегдана на селото, намиращ се на местността Ридо близо до чешмата на селото. Христо и неговата съпруга Венка, която произлиза от фамилията Комански стават собственици на дюкяна и го преместват в новата къща. Когато комунистите превземат властта дюкяна е затворен защото са построени магазини като част от кооперацията на селото. Магазините са 3, пивница, хранителен и текстилен магазин. През годините като магазинери работят Стойо Мимишки, Виолета Чаманска, Добринка Бикова, Фрона Цинцигарска и други. Те се намират в близост на фурната заедно с изкупвателен пункт за част от продукцията на хората от селото като животни, кожи и яйца. Фурната пече пресен хляб ежедневно с невероятен вкус. В нея работят като фурунджий хора от селото като Димитър Тирбачки, Данка и Георги Кръстовски, след това дъщеря им Валентина и зет Кирил. За беда през 80-те години на века покрива на фурната се запалва и фурната претърпява огромни поражения. След този пожар сградата спира на функционира като фурна и общината я ремонтира и превръща във пивница. Новата пивницата се оперира от месната Борка Тирбачка, която произлиза от фамилията Ропански. Борка оперира пивницата дълги години, до пенсионирането си, а старата пивница я правят на сладкарница. След нейното пенсиониране пивницата запада и се приватизира. Тази приватизация също закрива всички магазини и те се продават на частни лица. В селото е построен частен магазин близо до училището и той функционира дълги години но запада след изпразването на селото от многобройните му жители и пенсионирането на собственичката му Гера Коджабашийска. 
По времето на комунистическия строй също се построява спирка за автобусите до Кюстендил които минават на всеки час. Като част от спирката също е построена нова чешма където хората се освежават докато чакат за автобуса. Автобусите понякога са толкова пълни с хора от другите села през които минават че хората не могат да се качат и остават да чакат с часове. До спирката също е построена нова постройка с цел да се направи на нова административна сграда и кметство. Тази сграда обаче не е довършена никога във вид, който да позволи преместването на кметството и също е приватизирана. 
Селото също има 3 или 4 казана за производство на ракия. Тези казани се ползват след получаване на разрешително и плащане на малка сума, която позволява на жителите да произвеждат собствен алкохол от изобилието на плодове. Ракията също се изкупува от Винпром в Кюстендил. 
В селото се отглеждат стотици овце от семействата, които използват млякото, месото и вълната на животните. Вълната се изпира и занася в Кюстендил в местната влачарниц,а където се прави на кадели, които жените след това предат и правят на прежда, от която плетат дрехи за зимата, или тъкат черги и килими. За празници като Гергьовден всяко семейство жертвопринася агне и семействата се събират да пекат агнетата във фурни в дворовете на някой хора.  
През 19-и и 20-и век в селото се провежда събор в местността Световото, която се намира от лявата страна на пътя към село Друмохар. В тази местност се намира паметна плоча на света Петка, за която има предание че била светица и хората я почитат всяка година. Този събор за съжаление замира по времето на комунистическия строй, но е възстановен в началото на 21-ви век, когато кмет става Ицко Тирбачки. По времето на Ицко, през пролетта на 2023 година се полага и първа копка за построяването на църква, която е отдавнашна мечта. Мястото се освещава с официална церемония от предстватели на църковните служби.
През 21 век селото е почти изпразнено от наследниците на неговите оригинални обитатели. Хората тръгват да търсят поминък и професионална реализация отначало в по-близките градове като Кюстендил, София, Дупница, Благоевград, а впоследствие излизат извън страната. Наследниците на някогашното китно и живо село са гурбетчии в страни като Германия, Италия, Англия, Швеция, САЩ. Къщите и китните дворове и земи от едно време са диви или изоставени и се продават. Селото започва да се заселва от хора, които нямат кръвна връзка с местните хора.

## Население
Численост и дял на етническите групи според преброяването на населението през 2011 г.:
|                     | Численост | Дял (в %) |
| Общо                | 168       | 100,00    |
| Българи             | 163       | 97,02     |
| Турци               | 0         | 0,00      |
| Цигани              | 0         | 0,00      |
| Други               | 0         | 0,00      |
| Не се самоопределят | 0         | 0,00      |
| Неотговорили        | 5         | 2,97      |

## Културни и природни забележителности
Природна забележителност е пещерата, която е известна под наименованията „Уске“ и „Улцата“.

## Редовни събития
Съборът на село Четирци се състои на 17 юли всяка година.

## Известни фамилни имена в селото
Имената на следните фамилии намират поминък и живот в селото преди да започнат да се заселват хора от глобалната световна тенденция: Аджамийски, Балабански, Бандарски, Бахтирски, Бикови, Бобевски, Божанковци, Буревски, Воденичарски, Въжарски, Върбички, Гугутански, Гугушански, Гуненски, Гюровци, Данчовски, Дичови, Драгодански, Жабарски, Заневски, Илиови, Кафеджийски, Кацарски, Коджабашийски, Комански, Кордовски, Кофински, Кръстовски, Кьосевски, Лигоньовски, Марини, Мачикови, Мимишки, Пашковски, Пеовски, Пудевски, Разсолковски, Ризови, Ропански, Садразански, Санджийски, Сарийски, Тирбачки, Тонкови, Тотевски, Фрънджелски, Цимови, Цинцигарски, Цоцомански, Чамански, Чингарски, Чорбаджийски, Шопски.

## Други - известни фамилии в селото
Тъй като голяма част от жителите на селото ходят на гурбет в Германия, селото шеговито бива наричано Четиренсбург. Известна е фамилията Чингарски на майстора на покриви от каменни плочи, Христо Чингарски, който с брат си Йордан-калайджията, извършвали покриване на жилища в Македонско.